# 연방 에너지 규제 위원회

미국 연방 에너지 규제 위원회 인장

연방 에너지 규제 위원회(Federal Energy Regulatory Commission, FERC)는 전기와 천연가스의 주간 송전 및 도매 판매를 규제하고 파이프라인을 통한 석유의 주간 운송 가격을 규제하는 미국 연방 정부의 독립 기관이다. FERC는 또한 비연방 수력 발전 프로젝트의 인허가 외에도 주간 천연가스 파이프라인, 천연가스 저장 프로젝트 및 액화천연가스(LNG) 터미널 건설 제안을 검토한다.
FERC는 1973년 석유 파동의 여파로 1977년 미국 의회에 의해 설립되었다. FERC는 미국 에너지부의 일부이지만 독립적인 기관이다. 이 기관은 미국 대통령이 지명하고 미국 상원이 인준하는 5명의 위원장으로 구성된다. 위원회에는 한 정당의 위원이 3명 이상 재직할 수 없다.

## 주요 업무
FERC의 책임은 다음과 같다:
- 주간 상업에서 재판매를 위한 천연가스 송전 및 판매 규제;
- 주간 상업에서 파이프라인을 통한 석유 운송 규제;
- 주간 상업에서 전기 송전 및 도매 판매 규제;
- 민간, 시 및 주 수력 발전 프로젝트 인허가 및 검사;
- 파이프라인, 저장 및 액화천연가스를 포함한 주간 천연가스 시설의 위치 승인 및 폐기;
- 고전압 주간 송전 시스템의 신뢰성 보장;
- 에너지 시장 모니터링 및 조사;
- 에너지 시장에서 FERC 규칙을 위반하는 에너지 조직 및 개인에 대한 민사 제재 및 기타 수단 사용;
- 천연가스 및 수력 발전 프로젝트와 주요 전력 정책 이니셔티브와 관련된 환경 문제 감독;
- 회계 및 재무 보고 규제 관리 및 규제 대상 기업의 사업 규제.

## 관할권 및 권한
FERC는 미국 에너지부 내의 대규모 독립 규제 기관으로, 사업 감독에 참여한다.:12 미국 대통령과 미국 의회는 일반적으로 FERC 결정을 검토하지 않지만, 그 결정은 연방 법원에서 검토할 수 있다. FERC는 자체 자금 조달 기관이며, 의회는 연간 및 추가 예산을 통해 예산을 책정하고, FERC는 규제하는 천연가스, 석유 및 전력 산업에 대한 연간 요금을 통해 미국 재무부에 예산을 상환할 수 있는 권한이 있다.
FERC는 에너지부의 정치적 구조와 독립적이다. FERC의 활동은 "[에너지] 장관 또는 에너지부의 어떤 공무원이나 직원도 추가 검토를 받지 않는다." 그러나 에너지부는 제3자로서 FERC 절차에 참여할 수 있다.
FERC는 지역 송전 기구(RTO)와 독립 시스템 운영자(ISO)의 자발적 구성을 장려하여 전력 계통 접근의 부당한 차별 가능성을 제거했다. FERC는 획기적인 Order No. 1000, 1920, 1977, 2023을 통해 지역 및 주간 송전 계획 및 비용 할당에서 자체 권한을 확대하는 주요 결정을 내렸다.
FERC는 엔론 및 기타 에너지 회사에 의한 전력 시장의 조작 혐의와 캘리포니아 전력 위기에서의 이들 회사의 역할을 조사했다. FERC는 합의를 통해 캘리포니아 전력 시장 참여자들로부터 63억 달러 이상을 징수했다. 2005년 에너지 정책법 통과 이후, FERC는 합의와 명령을 통해 시장 조작 및 기타 규칙 위반을 다루기 위해 10억 달러 이상의 민사 제재 및 부당 이득 반환을 부과했다.
FERC는 미국 내 약 1,600개의 수력 발전 프로젝트를 규제한다. 주간 천연가스 파이프라인의 대규모 네트워크 건설 허가를 담당하고 있다. FERC는 또한 미국 해안경비대와 긴밀히 협력하여 제안된 LNG 터미널 및 관련 운송의 안전, 보안 및 환경 영향을 검토한다.

## 위원
FERC는 대통령이 임명하고 상원이 5년 임기로 임명하는 최대 5명의 위원으로 구성된다. 대통령은 위원 중 한 명을 FERC 위원장(기관의 행정 수장)으로 임명한다. FERC는 초당적인 기관이다. 같은 정당의 위원은 3명을 초과할 수 없다. 후임자가 아직 인준되지 않은 경우, 위원들은 현재 의회 회기가 끝날 때까지 임기 만료 후에도 직무를 계속할 수 있다. 2025년 4월 22일 기준 현재 위원은 다음과 같다:
| 이름                 | 당     | 취임일          | 임기 만료일     |
| -------------------- | ------ | --------------- | --------------- |
| 마크 크리스티 (의장) | 공화당 | 2021년 1월 4일  | 2025년 6월 30일 |
| 데이비드 로즈너      | 민주당 | 2024년 6월 17일 | 2027년 6월 30일 |
| 린지 시              | 공화당 | 2024년 6월 28일 | 2028년 6월 30일 |
| 주디 창              | 민주당 | 2024년 7월 15일 | 2029년 6월 30일 |
| 공석                 |        |                 | 2026년 6월 30일 |

### 역대 위원
| 위원                    | 재직 연도                                     |
| ----------------------- | --------------------------------------------- |
| 돈 S. 스미스            | 1973년 12월 13일 – 1979년 6월 30일 (FPC 재직) |
| 찰스 B. 커티스          | 1977년 8월 10일 – 1980년 12월 31일            |
| 조지애나 셸던           | 1977년 8월 11일 – 1985년 7월 19일             |
| 매튜 홀든 주니어        | 1977년 10월 28일 – 1981년 8월 31일            |
| 조지 R. 홀              | 1977년 10월 28일 – 1981년 5월 8일             |
| J. 데이비드 휴스        | 1980년 9월 8일 – 1984년 7월 13일              |
| C.M. 버틀러 3세         | 1981년 6월 5일 – 1983년 10월 7일              |
| 앤서니 G. 소우사        | 1981년 9월 1일 – 1988년 7월 30일              |
| 올리버 G. 리처드 3세    | 1982년 8월 31일 – 1985년 7월 12일             |
| 레이몬드 J. 오코너      | 1983년 11월 10일 – 1986년 1월 31일            |
| 찰스 G. 스탤론          | 1984년 7월 14일 – 1989년 11월 10일            |
| C.M. 내이브             | 1985년 11월 4일 – 1988년 4월 30일             |
| 찰스 A. 트라반트        | 1985년 11월 4일 – 1993년 3월 31일             |
| 마사 O. 헤세            | 1986년 10월 6일 – 1989년 11월 28일            |
| 제리 J. 랭던            | 1988년 10월 4일 – 1993년 6월 5일              |
| 엘리자베스 앤 몰러      | 1988년 10월 7일 – 1997년 6월 16일             |
| 마틴 L. 올데이          | 1989년 11월 13일 – 1993년 10월 20일           |
| 브란코 테르지치         | 1990년 10월 20일 – 1993년 5월 24일            |
| 제임스 J. 호커          | 1993년 5월 20일 – 2001년 1월 18일             |
| 도널드 F. 산타 주니어   | 1993년 5월 20일 – 1997년 6월 30일             |
| 윌리엄 L. 매시          | 1993년 5월 20일 – 2003년 12월 9일             |
| 비키 A. 베일리          | 1993년 5월 20일 – 2000년 1월 28일             |
| 커티스 L. 헤버트 주니어 | 1997년 11월 14일 – 2001년 8월 31일            |
| 린다 키 브레스히트      | 1997년 11월 13일 – 2002년 11월 22일           |
| 패트릭 H. 우드 3세      | 2001년 6월 5일 – 2005년 7월 8일               |
| 노라 미드 브라우넬      | 2001년 6월 12일 – 2006년 7월 21일             |
| 조셉 T. 켈리허          | 2003년 11월 21일 – 2009년 3월 13일            |
| 수딘 G. 켈리            | 2003년 11월 24일 – 2009년 12월 24일           |
| 마크 스피처             | 2006년 7월 21일 – 2011년 12월 14일            |
| 존 웰링호프             | 2006년 7월 31일 – 2013년 11월 24일            |
| 필립 D. 뮐러            | 2006년 7월 24일 – 2015년 10월 30일            |
| 존 R. 노리스            | 2010년 1월 11일 – 2014년 8월 20일             |
| 셰릴 라플레어           | 2010년 7월 13일 – 2019년 8월 30일             |
| 토니 클라크             | 2012년 6월 15일 – 2016년 9월 30일             |
| 노먼 베이               | 2014년 8월 4일 – 2017년 2월 3일               |
| 콜레트 D. 호너러블      | 2015년 1월 5일 – 2017년 6월 30일              |
| 로버트 파월슨           | 2017년 8월 10일 – 2018년 8월 10일             |
| 케빈 J. 매킨타이어      | 2017년 12월 7일 – 2019년 1월 2일              |
| 닐 채터지               | 2017년 8월 8일 – 2021년 8월 30일              |
| 리처드 글릭             | 2017년 11월 29일 – 2023년 1월 3일             |
| 버나드 L. 맥네이미      | 2018년 12월 11일 – 2020년 9월 4일             |
| 제임스 댄리             | 2020년 3월 30일 – 2024년 1월 3일              |
| 앨리슨 클레먼츠         | 2020년 12월 8일 – 2024년 6월 30일             |
| 윌리 L. 필립스          | 2021년 12월 3일 – 2025년 4월 22일             |

### 위원장
| 위원장                      | 재직 연도                          |
| --------------------------- | ---------------------------------- |
| 찰스 B. 커티스              | 1977년 10월 1일 – 1981년 1월 1일   |
| 조지애나 셸던 (직무대행)    | 1981년 1월 2일 – 1981년 6월 5일    |
| C.M. 버틀러 3세             | 1981년 6월 5일 – 1983년 10월 5일   |
| 레이몬드 J. 오코너          | 1983년 11월 10일 – 1986년 1월 31일 |
| 앤서니 G. 소우사 (직무대행) | 1986년 2월 1일 – 1986년 10월 5일   |
| 마사 O. 헤세                | 1986년 10월 6일 – 1989년 11월 19일 |
| 마틴 L. 올데이              | 1989년 11월 21일 – 1993년 2월 5일  |
| 엘리자베스 앤 몰러          | 1993년 2월 5일 – 1997년 6월 16일   |
| 제임스 J. 호커              | 1997년 6월 19일 – 2001년 1월 18일  |
| 윌리엄 L. 매시              | 2001년 1월 19일 – 2001년 1월 21일  |
| 커티스 L. 헤버트 주니어     | 2001년 1월 22일 – 2001년 8월 31일  |
| 패트릭 H. 우드 3세          | 2001년 9월 1일 – 2005년 7월 8일    |
| 조셉 T. 켈리허              | 2005년 7월 9일 – 2009년 1월 23일   |
| 존 웰링호프 (직무대행)      | 2009년 1월 23일 – 2009년 3월 19일  |
| 존 웰링호프                 | 2009년 3월 19일 – 2013년 11월 24일 |
| 셰릴 라플레어 (직무대행)    | 2013년 11월 25일 – 2014년 7월 30일 |
| 셰릴 라플레어               | 2014년 7월 30일 – 2015년 4월 14일  |
| 노먼 베이                   | 2015년 4월 15일 – 2017년 1월 23일  |
| 셰릴 라플레어 (직무대행)    | 2017년 1월 23일 – 2017년 8월 10일  |
| 닐 채터지                   | 2017년 8월 10일 – 2017년 12월 7일  |
| 케빈 J. 매킨타이어          | 2017년 12월 7일 – 2018년 10월 24일 |
| 닐 채터지                   | 2018년 10월 24일 – 2020년 11월 5일 |
| 제임스 댄리                 | 2020년 11월 5일 – 2021년 1월 21일  |
| 리처드 글릭                 | 2021년 1월 21일 – 2023년 1월 3일   |
| 윌리 L. 필립스 (직무대행)   | 2023년 1월 3일 – 2024년 2월 9일    |
| 윌리 L. 필립스              | 2024년 2월 9일 – 2025년 1월 20일   |
| 마크 크리스티               | 2025년 1월 20일 – 현재             |

## 역사

### 연방 전력 위원회
FERC의 전신인 연방 전력 위원회(FPC)는 1920년 의회에 의해 내각 구성원들이 연방 수력 발전 개발을 조정할 수 있도록 설립되었다.
1935년, FPC는 미국 대통령이 지명하고 미국 상원이 인준하는 5명의 위원으로 구성된 독립 규제 기관으로 전환되었다. FPC는 수력 발전과 주간 전기를 모두 규제할 권한을 부여받았다.

### 1938년 천연가스법
1938년, 천연가스법은 FPC에 주간 천연가스 파이프라인 및 도매 판매에 대한 관할권을 부여했다. 1942년에는 이 관할권이 더 많은 천연가스 시설의 인허가로 확대되었다. 1954년, 필립스 페트롤리움 대 위스콘신 주 대법원 판결은 FPC의 관할권을 주간 상업에서 모든 천연가스 시추공 판매로 확장했다.

### 에너지부의 탄생; FPC가 FERC로 전환
1973년 석유 파동에 대응하여 미국 의회는 1977년 1977년 에너지부 조직법을 통과시켜 다양한 에너지 관련 기관을 미국 에너지부로 통합했다. 의회는 별도의 독립 규제 기관을 유지해야 한다고 주장했고, FPC는 연방 에너지 규제 위원회(FERC)로 이름이 바뀌어 에너지부 내에서 독립적인 지위를 유지했다. 그 가장 기본적인 임무는 "도매 전력 가격이 불공정하고 불합리한지 여부를 결정하고, 그렇다면 가격을 규제하고 요금 과징금에 대한 환불을 명령하는 것"이었다. FERC는 또한 에너지부의 석유 가격 통제 결정에 대한 항소를 심리하고 에너지부의 모든 "기록상의" 청문회를 수행할 추가 책임을 부여받았다. 그 결과, 에너지부에는 행정법 판사가 없다. 추가 보호 조치로, 에너지부가 규칙을 제안할 때, 제안을 FERC에 회부해야 하며, FERC는 해당 규칙 제정이 관할권 내 문제에 "상당한 영향을 미칠 수 있다"고 판단하면 절차를 인수할 수 있다. 에너지부 법은 또한 주간 석유 파이프라인 규제를 주간 상업 위원회에서 FERC로 이전했다. 그러나 FERC는 가스 및 전기의 수입 및 수출에 대한 일부 관할권을 상실했다.
1978년, FERC는 주내 및 주간 시장 모두에서 시추공 가스 판매 규제를 조화시킬 추가 책임을 부여받았다. FERC는 또한 1978년 공공사업 규제 정책법에 따라 새로운 열병합 및 소규모 발전 생산을 장려하는 프로그램을 관리했으며, 이 법은 1978년 국가 에너지법의 일부로 통과되었다. 국가 에너지법에는 연방 가격 규제의 범위를 축소하여 천연가스 및 전기 산업 모두에 더 큰 경쟁을 가져온 1978년 천연가스 정책법이 포함되었다.
1989년, 의회는 1989년 천연가스 시추공 규제 해제법 통과와 함께 시추공 천연가스 가격에 대한 연방 규제를 종료했다.

### 명령 제888호
1996년, FERC는 명령 제888호를 발표하여 미국에 지역 송전 기구의 생성을 촉진했다. 이는 기존의 전력 풀이 독립적인 송전 운영자로 스스로를 재편하게 함으로써 영향을 미칠 것이다. 일부 지역의 전력 회사들은 자사의 발전 단위를 RTO가 관리하는 도매 전력 시장에서 경쟁하는 별개의 회사로 분리하기 시작했다.
FERC가 명령 제888호로 지역 송전 기구의 프레임워크를 마련하자, 여러 RTO가 승인되었다. 기존의 여러 주에 걸친 전력 풀인 PJM(펜실베이니아, 저지, 메릴랜드), 뉴욕 독립 시스템 운영자(NYISO), 그리고 뉴잉글랜드 독립 시스템 운영자(ISO-NE)가 초기 채택자였다. 캘리포니아는 주 및 의회 정책 입안자들의 지원을 받아 새크라멘토 근처에 위치한 캘리포니아 ISO라는 논란의 여지가 있는 ISO 설립 계획의 승인을 모색했다. 캘리포니아가 어떤 변경도 수용하지 않을 것이라고 경고했기 때문에 FERC는 변경 없이 이를 승인했다.
엔론은 캘리포니아 전력 시장에 도입된 결함 있는 규칙을 최대한 활용하는 방법을 알아내기 위해 정책 분석가 중 한 명에게 지시했다. 엔론은 사기성 시장 거래로 성공을 거두었다.

### 2005년 에너지 정책법
2001년, 조지 W. 부시 행정부는 새로운 송전 프로젝트의 부지 선정을 종종 지연시키는 주 및 지방의 관료적 절차를 회피하기 위해 FERC에 수용권 권한을 부여하고자 했다. 이러한 권한 확대는 연방 권한의 확대로 간주되어 부시 자신의 공화당으로부터 가장 강력한 반대에 부딪혔다. 이 문제에 대한 법적 싸움은 민주당과 공화당의 승인을 받아 통과된 2005년 에너지 법안(2005년 에너지 정책법)으로 끝났다.
2005년 에너지 정책법은 의무적인 표준의 제정 및 시행을 통해 대량 전력 시스템의 신뢰성과 사이버 보안을 보호하고, 전력 및 천연가스 시장을 조작하는 기관에 대한 민사 형벌을 부과하는 FERC의 권한을 크게 확대했다. 2005년 에너지 정책법은 또한 FERC에 추가적인 책임과 권한을 부여했다. 이 법의 많은 조항 중, FERC는 "후방" 부지 선정 권한으로 알려진 것을 부여받았다. 이는 FERC가 "송전 제약을 겪는 국가의 제한된 지역에서 송전을 확장하기 위해" 설정된 송전 혼잡 회랑 내에서 주가 송전 프로젝트를 거부하는 것을 무효화할 수 있도록 허용한다.

### 명령 제1000호
2010년, FERC는 명령 제1000호를 발표하여 RTO에게 공공 정책에 기반한 지역 송전 계획을 수립하고 송전 필요성을 파악하도록 요구했다. 비용 할당 개혁이 포함되었는데, 이는 비기존 송전 개발업체가 직면하는 장벽을 줄이기 위한 목적일 수 있다.

### 명령 제841호
2018년 2월, FERC는 명령 제841호를 발표하여 도매 시장이 개별 에너지 저장 시설에 대해 상호 연결 지점(송전, 배전 또는 계량기 후방)에 관계없이 개방되도록 요구했다. 이 명령은 주 공공사업 위원회가 미국 규제 유틸리티 위원회 협회(NARUC), 미국 공공 전력 협회 및 기타 단체를 통해 법원에서 이의를 제기했다. 이들은 FERC가 지역 전기 배전 및 계량기 후방 시설이 관리되는 방식, 즉 배전 수준 또는 계량기 후방에 위치한 에너지 저장 시설에 대한 도매 시장 접근에서 선택권을 제공하지 않음으로써 관할권을 넘어섰다고 주장했다. 미국 연방항소법원 (컬럼비아 특별구 항소법원)은 2020년 7월 명령 제841호를 지지하고 청원인들의 불만을 기각하는 명령을 내렸다.

### 명령 제2222호
FERC는 2020년 9월 17일 명령 제2222호를 발표하여 배터리 및 수요 반응과 같은 분산 발전 자원이 지역 도매 전력 시장에 참여할 수 있도록 했다. 시장 운영자들은 2022년 초까지 초기 준수 계획을 제출했다. 대법원은 2016년 FERC 대 전력 공급 협회 사건에서 해당 기관이 수요 반응 거래를 규제할 권한이 있다고 판결했다.

### 명령 제2023호
2023년 7월 28일, 연방 에너지 규제 위원회는 재생 에너지 프로젝트를 대규모 전력망에 연결하는 상호 연결 프로세스를 규제하는 명령 제2023호를 발표했다. 다른 조항들 중 이 규칙은 송전 계획자가 규제 승인 목적으로 프로젝트를 '클러스터'로 통합하도록 요구하며, 가장 잘 연구되고 자금 조달이 완료된 프로젝트에 우선 순위를 부여하는 '선착순' 방식을 채택하고, 여러 프로젝트에 걸쳐 전력망 업그레이드 비용을 분산하며, 첨단 기술을 예측하고, 여러 프로젝트가 새로운 단일 상호 연결 지점을 공유할 수 있도록 한다. 또한 "송전 제공업체가 상호 연결 연구를 제때 완료하지 못할 경우 엄격한 기한과 벌칙을 부과한다."
2024년 3월 21일, FERC는 명령 제2023-A호를 발표했는데, 이는 준수 신청 요건, 유틸리티가 제출 시 상호 연결 요청을 수정할 수 있는 기한, 비용 할당 결정에서 변전소 사용의 역할, 그리고 재정 조달 시 보증금 사용 등 명령의 특정 조항을 명확히 하는 수정안이다.

### 명령 제1920호 및 1977호
2024년 5월 13일, FERC는 명령 제1920호와 1977호를 발표했다. 전자는 유틸리티가 미래 지역(그러나 지역 간은 아님) 송전 수요를 예측하기 위해 20년 전에 계획을 세우고 5년마다 업데이트하며, 주 규제 기관에 제공할 기본 비용 분담 계획을 수립하기 위해 협력하도록 요구한다. 이는 "필요할 때 교체되는 송전 시설의 비용 효율적인 확장을 가능하게 하며, 이를 '적정 규모화'된 송전 시설이라고 한다"는 내용과 함께, 주가 유틸리티 회사 및 에너지 프로젝트 개발업체와 협력할 기회를 더 많이 제공하면서도, 지역 송전 프로젝트의 혜택을 받는 주가 비용을 지불하지 않는 것을 방지한다. 그해 11월 만장일치로 통과된 FERC 명령 제1920-A호는 주 규제 기관에 주간 전력망 프로젝트에 대한 의견을 제공할 기회를 더 많이 부여하고, 비용 할당 협상 과정에 6개월을 추가하며, 유틸리티에 추가 수요 시나리오를 예측할 더 많은 재량을 부여한다.
후자는 주 규제 기관이 국가 이익 전기 송전 회랑 내에서 자체적인 부지 선정 책임을 부인하는 경우 FERC의 부지 선정 권한을 확인한다. 이 명령은 적절한 토지 소유자 홍보를 장려하기 위한 신청자 행동 강령을 만들고, 프로젝트 신청 요건 목록에 대기 질, 환경 정의 및 부족 참여 보고서를 추가한다.

## 비판
FERC는 파이프라인 및 관련 프로젝트 승인 결정으로 인해 영향을 받는 지역 주민들의 비판과 활동주의 증가에 직면해 왔다. 이들은 FERC가 "너무 많은 파이프라인, 수출 터미널 및 기타 가스 인프라를 무심하게 승인한다"며 FERC가 연간 운영 비용을 직접 규제 대상 기관으로부터 회수하는 구조가 파이프라인 인증서 발급에 유리하게 편향되도록 한다고 주장한다. 일부 비판론자들은 위원회의 정기 공개 회의를 여러 차례 방해했고 워싱턴 D.C.에 있는 FERC 본부 앞에서 며칠 동안 봉쇄 시위를 벌이기도 했다. 셰릴 라플레어 위원은 2015년 내셔널 프레스 클럽 연설에서 "파이프라인은 전례 없는 반대에 직면해 있다"고 말했다. "우리는 현재 상황에 처해 있다."
이러한 경우 FERC의 결정은 종종 법원에 의해 지지된다. 2014년 7월 1일 판결, No Gas Pipeline v. Federal Energy Regulatory Commission에서 컬럼비아 특별구 항소법원(D.C. Circuit)은 파이프라인 신청자들이 희망 없는 인증서를 많이 추구하지 않을 것이라고 말했다. 법원은 "그들이 일반적으로 자신의 재정적 이익에 부합하는 신청서에 자원을 지출하기로 선택하는 데 성공한다는 사실이, 그러한 신청서에서 장점을 인정하는 기관이 편향되어 있다는 것을 의미하지는 않는다."라고 말했다. 다른 사람들은 FERC 비판자들에게 직접 반박하며 "FERC는 법의 산물이다. 주간 파이프라인 및 LNG 수입 및 수출 터미널과 같은 천연가스의 일부만 규제하기 위해 신중한 행정 절차를 따른다. 이 규제에는 의회가 제정하고 대통령이 서명하며 미국 대법원이 검토하고 지지한 많은 연방 법률에 의해 주도되는 광범위한 환경 검토가 포함된다. 만약 이 기관이 [이 비판자들이 제안한] 경로를 택한다면, FERC의 결정은 연방 법원에 의해 일상적으로 뒤집힐 것이다."라고 지적했다.
컬럼비아 특별구 지방법원 또한 FERC의 구조적 편향 주장에 대한 소송을 기각했다. 원고들은 1986년 옴니버스 예산법의 자금 조달 메커니즘이 위원회가 규제 대상 기업에 대한 비례 요금을 통해 예산을 회수하도록 요구하며, 따라서 FERC가 자금을 받는 산업에 유리하게 편향된다고 주장했다. 그러나 2017년 3월 22일 발표된 명령에서 법원은 법규의 명백한 문구가 FERC가 자체 예산을 통제할 수 없음을 나타낸다고 말했다. "위원회 예산은 파이프라인 승인으로 늘어날 수 없다; 오히려 [법규]는 위원회가 '과잉 회수 또는 미달 회수'를 제거하기 위해 조정을 해야 한다고 요구한다. 원고들이 의회가 위원회에 대한 할당에 불만이 있다면..., 원고들의 해결책은 그들의 입법 대표들에게 있다."
뉴저지에서는 FERC의 펜이스트 파이프라인 승인이 환경 단체들로부터 광범위한 비판을 받았다. 이들은 이 결정을 매우 편파적이라고 불렀다. 델라웨어 리버키퍼 네트워크의 대표인 마야 반 로섬은 "FERC는 파이프라인 산업에 대한 엄청난 편향과 협력을 다시 한번 보여주었다"고 말했다. 환경 뉴저지 회장인 더그 오말리는 FERC의 파이프라인 승인을 "재앙"이라고 불렀다. 클린 워터 액션의 주 캠페인 책임자이자 2018년 의회 후보인 데이비드 프린글은 FERC가 뉴저지 주민들의 이익보다 특정 당파의 이익을 대변하고 있다고 주장하며 "FERC는 펜이스트를 위해서가 아니라 미국 국민을 위해 일한다는 것을 기억해야 한다"고 말했다.
이러한 비판은 2018년 7월 10일 컬럼비아 특별구 항소법원이 델라웨어 리버키퍼 네트워크와 마야 반 로섬의 주장을 기각하면서 근거가 없다는 것이 입증되었다. 이들은 FERC가 규제 대상 당사자들로부터 운영 비용을 징수하기 때문에 파이프라인 인증서를 발급할 유인이 있다고 주장했다. 하급 법원의 판결을 지지하며, 컬럼비아 특별구 항소법원은 또한 델라웨어 리버키퍼 네트워크가 FERC가 재심 신청에 대한 법정 기한을 충족하기 위해 사용하는 톨링 명령에 대한 이의 제기를 기각했다.
그러나 컬럼비아 특별구 항소법원은 위원회 절차에 대한 추가 지침을 제공했으며, 한 사례에서 FERC가 동일한 파이프라인이 개별적으로 제안한 4개 프로젝트의 누적 환경 영향을 고려하지 못했다고 밝혔다. 컬럼비아 특별구 항소법원은 해당 프로젝트들이 재정적으로 독립적이지 않고 "단일 파이프라인"이며 "선형적이고 물리적으로 상호 의존적"이므로 누적 환경 영향을 동시에 고려했어야 한다고 판결했다. 별도의 결정에서 컬럼비아 특별구 항소법원은 나중에 위원회의 개별 환경 평가 수행을 지지했으며, 논쟁 중인 프로젝트들이 "관련이 없고" 정당성을 위해 서로에게 의존하지 않는다고 명확히 했다. 또한 다른 사례에서 컬럼비아 특별구 항소법원은 프로젝트들이 "관련이 없고" 정당성을 위해 서로에게 의존하지 않는다고 판단하며 위원회의 개별 환경 평가 사용을 지지했다. 이 지침은 FERC가 부적절한 분할 주장을 추가로 다룰 수 있도록 했다.
FERC 지도자들은 증가하는 활동주의 시작 이후 여러 차례, 새로운 인프라 프로젝트에 반대하는 적절한 방법은 관련 절차에 참여하여 의견을 제출하고 공개 의견 수렴 세션, 현장 방문 및 범위 회의에 참여하는 것이라고 강조했다. 왜냐하면 FERC 결정은 대법원까지 항소될 수 있기 때문이다.

### 연방 대 주 권한
주 공공사업 위원회와 FERC가 규제하는 지역 송전 기구가 동일한 영역에서 운영되는 지역(예: 뉴욕 주)이 있다. 이러한 경우, 주 정책 입안자와 FERC는 주 내에서 연방 권한과 영향력의 범위에 대해 자주 충돌한다.
공공 정책 및 재생 가능 발전소와 상업 송전선의 계획 및 부지 선정은 논쟁의 여지가 있을 수 있는데, 이는 계획 프로세스가 두 기관을 모두 거쳐야 하기 때문이다. 예를 들어, 뉴욕 주에서는 모든 대규모(NYISO의 경우 20MW 이상, 주 부지 선정 위원회의 경우 2MW 이상) 발전 또는 상업 송전 시설은 NYISO의 계획 프로세스와 주 전기 부지 선정 및 환경 위원회의 부지 선정 프로세스를 모두 거쳐야 한다. NYISO의 계획 프로세스는 최소 2년 주기로 운영되며, 새로운 프로젝트의 포괄적인 클래스 연도 풀을 동시에 평가한다. NYISO 설립 전에는 계획 프로세스가 주로 주 부지 선정 위원회에 의해 결정되었고(유틸리티의 전력 풀은 자체적인 비공개 계획 세션을 가졌을 수 있지만) 대규모 발전 프로젝트는 유틸리티 자체에 의해 개발되었다. 이중 계획 프로세스는 다른 시장 참여자들이 법적으로 프로세스를 지연시킬 기회를 제공하며, 다른 주 및 연방 환경, 무역(캐나다와의 국제 연결이 요청된 경우), 그리고 충족해야 할 지역 인증 및 규제 프로세스는 포함되지 않는다.
이 논란은 주 공공사업 위원회가 자사의 소매 요금 납부자(주 규제 하)가 도매 시장 이해관계자 결정 및 개혁(연방 수준 규제 하)에 의해 영향을 받을 것이라고 주장할 때 RTO 내의 다양한 전기 도매 시장 문제에도 유사하게 적용된다. 대조적으로, 1999년 뉴욕에 NYISO가 설립되기 전에는 도매 에너지 가격이 유틸리티의 주 요금 결정 절차 내에서 결정되었다. 뉴욕의 논쟁적인 문제의 예로는 NYISO의 용량 시장에서 구매자 측 완화(가격 하한) 개발, 수요 곡선 재설정(용량 시장 가격 설정에 도움) 중 프록시 피킹 유닛 사양, 주가 도매 시장에 참여하는 원자력 발전소에 0배출 크레딧을 부여하는 것, 그리고 주 및 송전 소유자 정책 이니셔티브 가운데 새로운 용량 구역의 생성이 있다.

## 같이 보기
- 분류:연방 에너지 규제 위원회 위원장
- 21세기 미국 화석 연료 규제
- 관리 이전
- 초고압직류송전
- 북미 전기 신뢰성 공사 (NERC)
- 미국 에너지법
- 경치 좋은 허드슨 보존 회의 대 연방 전력 위원회
- 미국 연방 규정집 제18편
- BIG WIRES Act FERC에 지역 간 최소 용량 의무화를 지시

## 더 읽어보기
- Gies, Erica. Making the Consumer an Active Participant in the Grid, 뉴욕 타임스, 2010년 11월 29일. 분산 발전과 미국 연방 에너지 규제 위원회에 대해 논한다.
- White, Richard (2012). 《Railroaded: The Transcontinentals and the Making of Modern America》. W. W. Norton & Company. ISBN 978-0393342376.